# Ya es navidad
Ya Es Navidad es el primer álbum navideño de la agrupación colombiana Ventino. Fue lanzado al mercado a nivel mundial el 17 de noviembre de 2017 por el sello Sony Music Entertainment. Fue producido por el cantante, compositor y productor colombiano Santiago Deluchi.

## Listado de canciones
| N.º | Título                            | Duración |  |
| 1.  | «Ya Es Navidad»                   | 03:32    |  |
| 2.  | «Va a Nevar»                      | 02:26    |  |
| 3.  | «A La Nanita Nana»                | 02:18    |  |
| 4.  | «Noche de Paz»                    | 03:13    |  |
| 5.  | «O Holy Night»                    | 04:37    |  |
| 6.  | «El Tamborilero»                  | 03:13    |  |
| 7.  | «María, Sabes Qué»                | 03:02    |  |
| 8.  | «All I Want for Christmas is You» | 03:31    |  |
| 9.  | «Feliz Navidad»                   | 02:35    |  |